# Virgildásio de Senna
Virgildásio de Senna (Santo Amaro, 3 de novembro de 1923) é um engenheiro e político brasileiro.

## Biografia
Engenheiro formado pela Escola Politécnica da Universidade Federal da Bahia, atuou no Serviço de Obras da Secretaria da Educação da Bahia entre 1948 e 1951, como superintendente de Urbanização da Capital, em Salvador (1959) e secretário municipal de Viação e Obras Públicas do prefeito Heitor Dias Pereira (1959-1961).
Apoiado por Heitor Dias, que era udenista, Virgildásio foi eleito prefeito da capital baiana pelo PTB, em outubro de 1962, sendo empossado em 7 de abril de 1963. Durante a sua gestão como prefeito, concluiu as obras de construção da Avenida Centenário, que liga a Barra ao Dique do Tororó. Virgildásio foi deposto pelo golpe militar de 1964, perdendo o seu mandato como prefeito, e cassado pelo AI-5.
Filiou-se ao PMDB após a abertura política e foi eleito deputado federal pelo partido em 1982, sendo reeleito para a Assembleia Nacional Constituinte em 1986.
Em 1988, Virgildásio fundou, junto com outros dissidentes do PMDB, o PSDB, e se candidatou a prefeito pelo novo partido, com o apoio da ala esquerda do PMDB, liderada pelo então governador da Bahia, Waldir Pires. No momento da definição do candidato do PMDB, houve um racha entre o grupo de peemedebistas chamados “históricos”, ligados então à administração de Waldir, e o grupo sob influência do prefeito Mário Kertész e do empresário de comunicação Pedro Irujo. Houve a tentativa, por parte de Kertész, de viabilizar a candidatura do cantor e compositor Gilberto Gil, na época presidente da Fundação Gregório de Mattos, mas o nome não ganhou o apoio de Waldir. Gil desistiu da candidatura e rompeu com o governador.
Além da esquerda peemedebista, Virgildásio recebeu o apoio do PCB, PCdoB, PMN e de setores do PSB, cuja candidata oficial era a então deputada federal Abigail Feitosa. Esta coligação foi batizada de Frente Salvador. É quando surge o radialista Fernando José, apresentador do programa de rádio e TV Balanço Geral, na TV Itapoan, propriedade de Pedro Irujo. De matiz populista, o programa de Fernando José liderava a audiência na Bahia, dentro de uma linha de desqualificação da política e autopromoção. Na disputa interna no PMDB, prevaleceu a aliança Irujo-Kertész contra Waldir. Por esta razão, o ex-prefeito perdeu as eleições de 15 de novembro de 1988 para Fernando José.
Sua trajetória política encerrou em 1991, com o final do mandato de Deputado Federal.